# Карагандинская ТЭЦ-2
Караганди́нская ТЭЦ-2 (каз. Қарағанды 2-ЖЭО) — электростанция местного (промышленного) значения. Расположена по адресу город Темиртау, проспект Республики, 1, Карагандинский металлургический комбинат. ТЭЦ-2 является крупнейшим генерирующим предприятием компании «АрселорМиттал Темиртау». Выработанная станцией электроэнергия идёт на покрытие электрических нагрузок предприятий компании. Избыток электроэнергии продаётся на рынке электроэнергии Республики Казахстан. Одна из трёх электростанций Темиртауского энергоузла.

## История
Проект третьей темиртауской электростанции был разработан ростовским отделением института «Теплоэлектропроект». Мощностей Карагандинской ГРЭС-1 (построенной ещё в 1942 году) и ТЭЦ-ПВС Карметкомбината (построена в 1960—1972) не хватало для растущих комбината и города. Первый промышленный ток потребителям Карагандинская ТЭЦ-2 выдала в 1973 году. В период с 1973 по 1975 годы на ТЭЦ-2 было пущено оборудование первой очереди — котлоагрегаты типа ТП-81 (по 420 т пара/час) и турбины № 1-3 типа Т-100-130 электрической мощностью 100 тысяч кВт каждая. В 1976 году был сдан в эксплуатацию котлоагрегат № 4.
17 апреля 1996 года продана компании «Испат-Кармет» (ныне «АрселорМиттал Темиртау») за 42,53 млн долларов США.

## Основные данные
Ныне электростанция, наряду с ТЭЦ-ПВС, является одним из двух генерирующих предприятий АО «АрселорМиттал Темиртау». Входит в состав Стального департамента компании, обеспечивает цеха электрической и тепловой энергией, химически очищенной и обессоленной водой, и наряду с КарГРЭС-1, поставляет тепло и электроэнергию городу Темиртау. Снабжение технической водой обеспечивает Самаркандское водохранилище. На предприятии работает 414 специалистов.
Основные производственные показатели ТЭЦ на 2012 год:
- Установленная электрическая мощность — 435 МВт
- Располагаемая электрическая мощность — 387 МВт
- Рабочая электрическая мощность — 220 МВт

Основной вид топлива, использующийся на станции — уголь карагандинского бассейна.

## Оборудование
Все котлы подключены к двум дымовым железобетонным трубам высотой по 250 м
Бо́льшая часть оборудования электростанции выработала свой парковый ресурс. В критическом состоянии находятся основные производственные здания и сооружения, построенные около 50 лет назад. Это приводит к частым ЧП. Последняя крупная авария произошла 25 декабря 2015 года.

## Перспективы
Дефицит электроэнергии в Карагандинской области требует строительства новых и расширения действующих мощностей. На ТЭЦ-2 планируется построить дополнительный котёл.
В ноябре 2015-го в СМИ появилось сообщение об инвестировании британской энергетической компании IPC 3,1 млрд долларов в строительство четырёх газотурбинных станций в Казахстане, в том числе двух в городах Караганда и Темиртау, номинальной мощностью 400 МВт каждая.